# 米斯卡诺自由堡
米斯卡诺自由堡（義大利語：Castelfranco in Miscano）是意大利贝内文托省的一个市镇。总面积43.1平方公里，人口966人，人口密度22.4人/平方公里（2009年）。ISTAT代码为062016。